# Ludwig Pfau I.

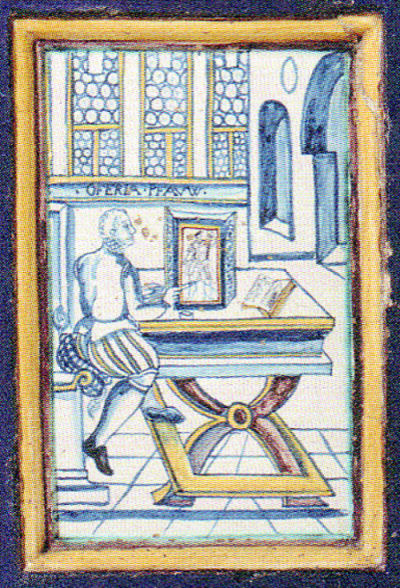
Ofenkachel von Ludwig Pfau, die einen Ofenmaler in der «OFERIA PFAUW» bei der Arbeit zeigt.

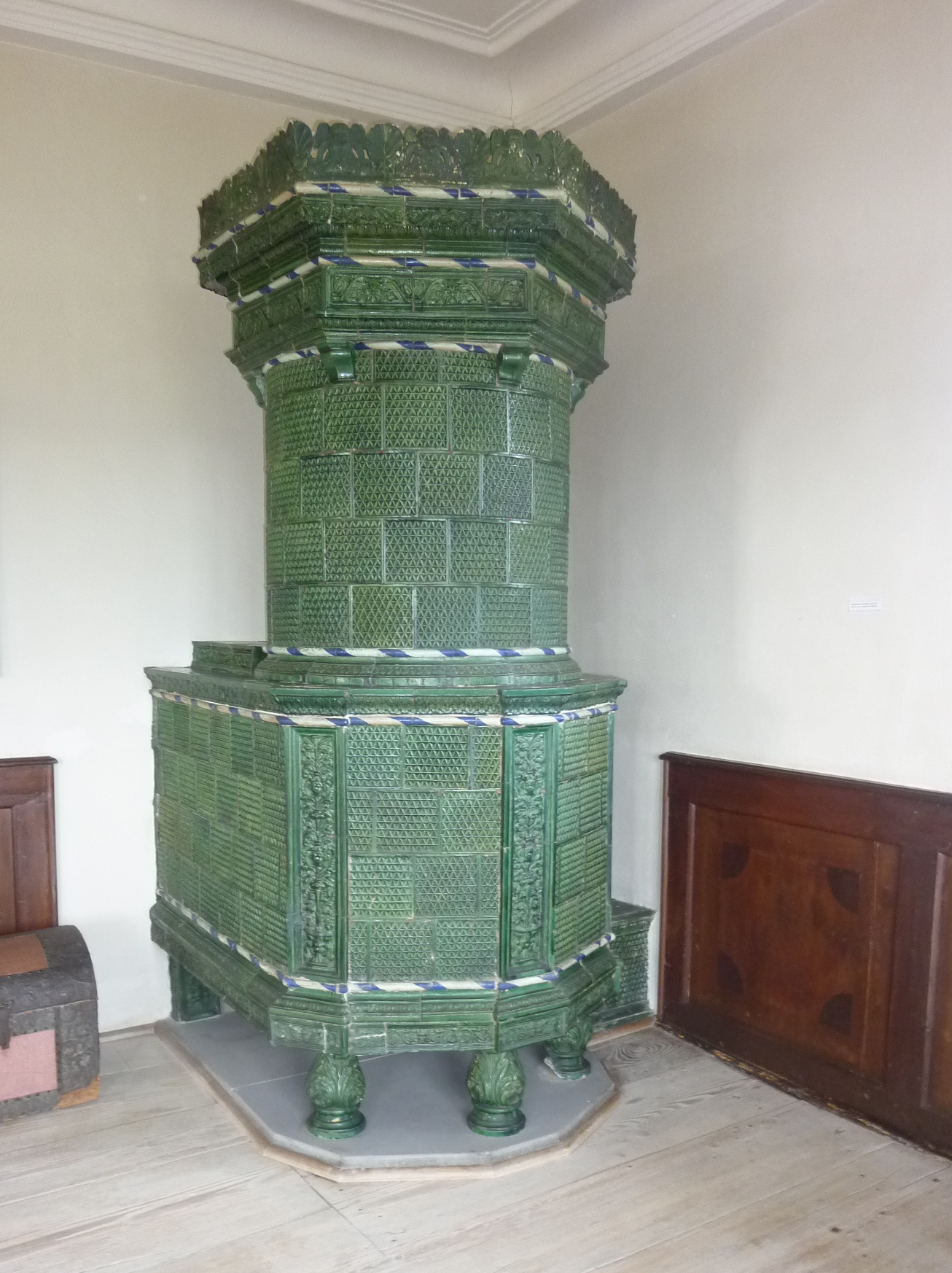
Turmofen im Schloss Mörsburg

Ludwig Pfau I. (* um 1547; † 7. August 1597 in Winterthur) war ein Schweizer Hafner, Maler und Politiker aus Winterthur. Er ist Begründer der Ofenbauerdynastie Pfau.

## Leben
Die Familie Pfau ist erstmals durch Jos Pfau nachgewiesen. Er zog 1500 von Öhningen (Deutschland) nach Winterthur, wird 1526 das erste Mal in Winterthurer Steuerbüchern erwähnt und erhielt 1539 das Bürgerrecht der Stadt.
Das Geburtsdatum von Ludwig I. selbst ist nicht bekannt, erstmals erwähnt  wird er um 1568 in Winterthurer Steuerbüchern, was auf eine Geburt um 1547 schliessen lässt. Im gleichen Jahr wird seine Tätigkeit als Hafner erstmals nachgewiesen, als er 1568 drei Öfen im Rathaus von Winterthur bestrichen. Der älteste noch erhaltene Kachelofen, der Ludwig Pfau wahrscheinlich zugeschrieben werden kann, ist ein 1574 für das Schloss Mörsburg hergestellter Ofen, der heute im kleinen Saal steht.
Ein weiterer bekannter Ofen stand in der zum Beginn des 18. Jahrhunderts geschleiften Burg Breitenlandenberg in Turbenthal. Einzelne bemalte Fayence-Kacheln dieses Ofens sind heute im Schweizerischen Landesmuseum und im Gewerbemuseum Winterthur. Aus dem Jahr 1584 stammt ein Scherztrinkgefäss von Ludwig Pfau, das in Form eines Buches gedruckt wurde.
Ludwig Pfau hatte in der Stadt mehrere Ämter inne: 1567 hatte er Einsitz im Grossrat der Stadt, 1569 war er Feuerschauer und 1596 Spendmeister.
Der Hafner verstarb am 7. August 1597 in Winterthur.  Anlässlich seines Todes  wurde ihm im Kirchenbuch folgende Zeile gewidmet: «ein vast künstlicher Meister vff sinem Haffnergwerk». Es sind sechs Söhne von Ludwig Pfau I. bekannt, die ebenfalls das Hafnerhandwerk ausübten: Hans Heinrich I. (* 28. Dezember 1559), Anton (* 17. Januar 1563), Onophrion (* 20. Oktober 1564), Johann Jodokus (* 27. November 1570), Ludwig II. (* 4. Februar 1573) und Hans Jakob (* 4. September 1579).